# Lausos-Palast

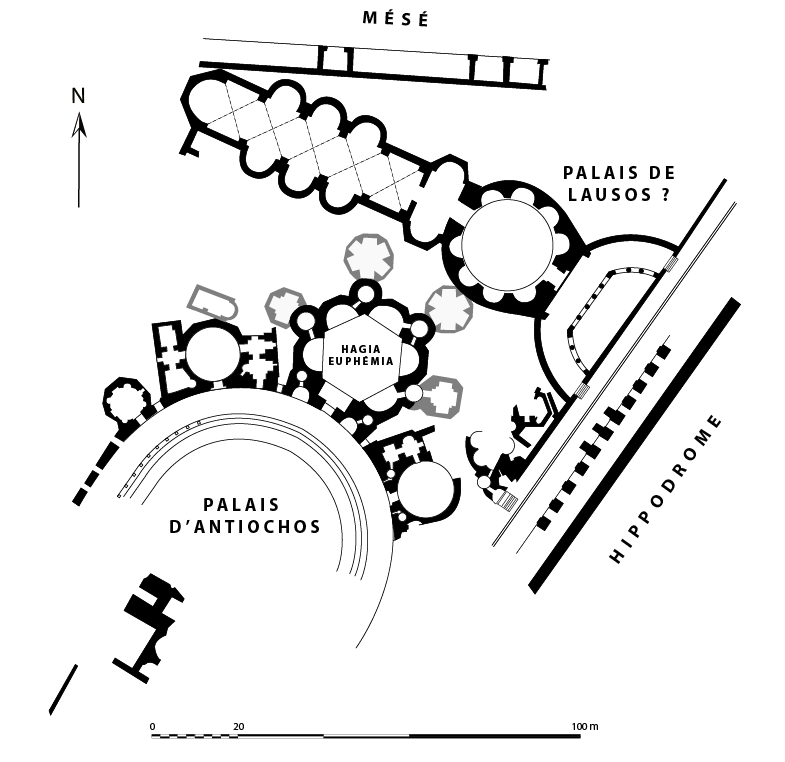
Palast des Lausos und Palast des Antiochos

Der Lausos-Palast, auch Lauseion (griechisch Λαυσεῖον), war ein
Palast im byzantinischen Konstantinopel, der dem Eunuchen Lausos gehörte.

## Geschichte

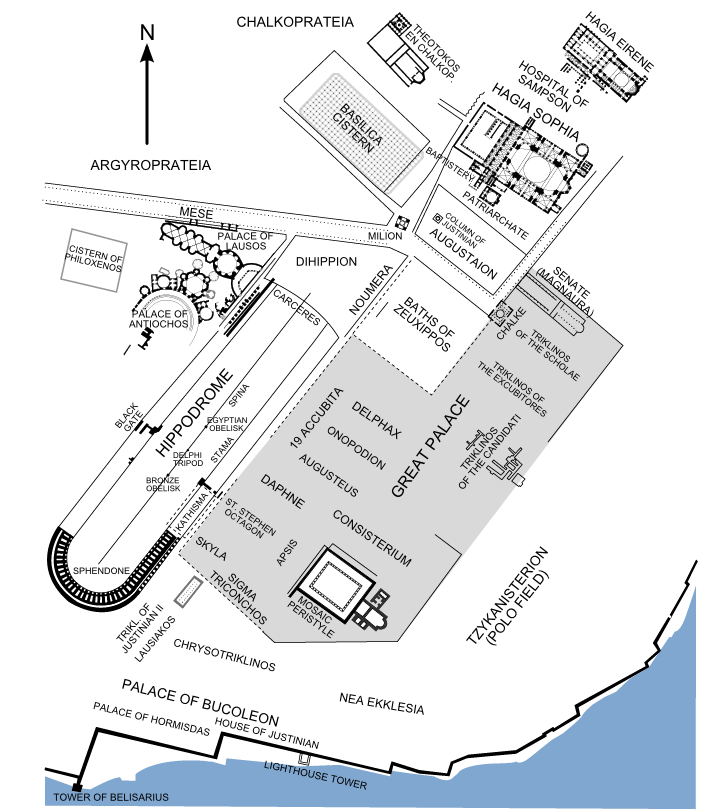
Lage des Lausos-Palasts

Das Erbauungsdatum des Palasts ist unbekannt das Bauwerk entstand aber zu Lebzeiten des Lausos in der ersten Hälfte des 5. Jahrhunderts. Lausos (lateinisch Lausus; 400–450) war Eunuch am Hofe von Theodosius II. und von 420 bis 422 kaiserlicher Kammerherr (praepositus sacri cubiculi). und baute den Palast wohl gleichzeitig zu dem seines Rivalen Antiochos.
Lausos galt als eifriger Sammler antiker Statuen und hatte zahlreiche Kunstwerke zusammengetragen, darunter eine Athena von der Insel Lindos, die Aphrodite von Knidos des Praxiteles, eine Hera von Bupalos, der Eros des Lysipp und die 12,5 Meter hohe Zeus-Statue des Phidias aus Olympia.
Im Jahr 475 wurden der Palast und die Kunstsammlung bei einem Brand zerstört. Danach scheint der Palast zumindest teilweise wiederaufgebaut worden zu sein und diente als Xenodochion (Pilgerherberge, Hospital, Witwen- und Waisenhaus) und wurde auch als Wohnhaus genutzt.
Im 7. Jahrhundert brannte der einstige Palast erneut. In der Folge wurden die Reste des Rundbaus und der Apsidensaal durch den Einbau von Ziegelmauern zu Zisternen umgebaut und bis in das 18. Jahrhundert als solche genutzt.
Im Jahr 1939 wurde bei Ausgrabungen nordwestlich des Hippodroms ein Mosaik mit dem Leben und dem Martyrium der Heiligen Euphemia gefunden. Im Sommer und Herbst 1942 wurde bei weiteren Ausgrabungen eine hexagonale Halle mit einem halbrunden Portikus im Südwesten ausgegraben. Rüstem Duyuran fand 1951/52 dort im Portikus eine Säule, an deren Basis die Inschrift von Antiochus dem praepositus gefunden wurde. Damit war klar, dass man den Antiochos-Palast entdeckt hatte. Aus zeitgenössischen Quellen wusste man, dass der Lausos-Palast ganz in der Nähe lag. Nördlich des Palasts fand Duyuran eine Rotunde mit einem halbrunden Portikus, der sich nach Osten öffnete. Rudolf Naumann fand dort 1964 eine 52,5 Meter lange und 12,4 Meter breite Halle als Anbau nach Westen. Auch wenn allgemein akzeptiert ist, dass es sich dabei um den Palast des Lausos handelt, ist die Zuschreibung nicht bewiesen und gilt inzwischen als ungewiss.
Der Palast lag zwischen der Hauptstraße Mese und dem Antiochos-Palast in unmittelbarer Nähe des Hippodroms und des Großen Palastes.

## Probleme bei der Zuschreibung
Seit den 1990er Jahren ist umstritten, ob der Gebäudekomplex der Palast des Lausos ist oder ein Teil des Antiochos-Palasts. Die Zuschreibung des Palasts erfolgte alleine aufgrund von literarischen Beschreibungen, die eine Nähe zur Philoxenos-Zisterne vermuten lassen. Inzwischen bezweifeln einige Wissenschaftler allerdings, dass die nahe Binbirdek-Zisterne tatsächlich auch die Philoxenos-Zisterne ist, und vermuten, dass der Lausos-Palast näher am Konstantinsforum gelegen haben müsse, weil dort auch die Philoxenos-Zisterne gestanden haben müsse.

## Architektur
Die Hauptgebäude des Palastes bildeten eine leicht von Südosten nach Nordwesten verlaufende Achse. Im Südosten lag ein halbkreisförmiger Eingangsportikus. Darauf folgte ein wohl kuppelübrdeckter Rundbau mit Nischen und einem Durchmesser von rund 22 Metern. Als Zwischenbau folgte dann ein biapsidialer Vorraum. Daran schloss sich ein lang gestreckter Apsidensaal (12,4 × 52,5 m) an, der später durch je drei Apsiden auf den Langseiten erweitert wurde. In einer weiteren Bauphase wurden Wandpfeiler eingesetzt und der Saal überwölbt. Rotunde und Apsidensaal sind aus Quadern mit fünfschichtigen Ziegelsteinbändern errichtet, die Apsiden aus Ziegelsteinmauerwerk mit Werksteineinlagen. Nördlich und südlich der Hauptachse liegen verschiedene Nebenräume.